# Deir el-Ballas
Deir el-Ballas è un sito archeologico situato sulla riva occidentale del Nilo nel nord dell'Alto Egitto nei pressi del moderno villaggio di Deir el-Gharbi.
Nel sito situato a nord di Tebe, di fronte all'antica Gebtu, vi sono stati scoperti i resti del fortilizio costruito dal sovrano Ta'o per farne il proprio quartier generale nella guerra contro gli invasori Hyksos e per poter attaccare le città di Menfi e Hut-waret da loro occupate. 
Nella fortificazione il sovrano trasferì anche la famiglia reale e la corte per proteggerle in vista delle future battaglie.
La località era ben protetta e sorvegliata da una fortezza costruita su di una collina vicina e dalla quale si dominava la Valle del Nilo.
I resti di un grande muro di cinta contengono appartamenti reali nella zona nord, sale di rappresentanze e varie corti con colonnati. Alcuni locali erano destinati all'amministrazione del territorio ed altri usati come granai.
Una zona era riservata alle abitazioni degli operai ed impiegati.
Il palazzo di Deir el-Ballas venne utilizzato fino a tutta la XVII dinastia quando venne successivamente abbandonato per la riunificazione dell'Egitto e Tebe tornò ad ospitare la corte.